# پولهاگن
پولهاگن (به آلمانی: Pollhagen) یک شهر در آلمان است که در شاومبورگ واقع شده‌است. پولهاگن ۱٬۲۱۶ نفر جمعیت دارد.